# La casa del mar
La casa del mar es una miniserie de televisión argentina, producida por Cisne Films y Storylab para  DirecTV, ganadora del concurso de Series de Ficción Federales del Incaa, el ministerio de Planificación y el Consejo Asesor de la TV Digital. La misma se estrenó el lunes 4 de mayo de 2015. Fue escrita y dirigida por Juan Pablo Laplace y protagonizada por Darío Grandinetti, Soledad Villamil, Juan Gil Navarro, Federico Olivera, Gloria Carrá, Luis Luque, Federico D'Elía, Tomás Fonzi, Antonio Birabent, Delfina Chaves, Agustín Pardella, Leonardo Saggese y Salo Pasik, entre otros.

## Sinopsis

### Primera temporada
Laura (Delfina Chaves), la nieta del senador Rogelio Ramos (Salo Pasik), está desaparecida desde hace dos semanas. Su familia y la policía la buscan por mar y tierra, los medios nacionales la tienen en primera plana y llevan un seguimiento televisivo, radial y cibernético. Una llamada anónima informa que Laura fue vista en la localidad costera de Mar del Pinar. 
Por otra parte el escritor, Daniel Johnson (Juan Gil Navarro), está pasando unos días en la casa que su amiga, Ana (Gloria Carrá), dueña del balneario de Mar del Pinar. En ese lugar él conoce a Laura, sin saber su verdadera historia. Ambos pasan unos días juntos hasta que Laura decide irse nuevamente. Cuando Daniel se entera de quién es ella y que medio país la está buscando, decide callar.
La activación del teléfono celular de Laura lleva a Jorge Pelazas (Darío Grandinetti), inspector de la Policía Federal que está a cargo del caso “Laura Ramos”, a viajar junto a su compañero y mano derecha, Martín Meléndez (Agustín Pardella), a Mar del Pinar a investigar a Daniel y sus allegados. En medio de presiones políticas por cerrar el caso y encontrar un culpable, Pelazas intenta resolver el caso que complica el escenario político nacional.

### Segunda temporada
Tras la aparición de Laura Ramos con vida y la suspensión de su cargo del inspector Jorge Pelazas, el senador Rogelio Ramos es encontrado muerto en el bosque de Mar del Pinar. La investigación del crimen, estará a cargo de Pelazas nuevamente, con el "apoyo" de Pedro López (Norman Briski) -amigo de Pelazas y Manuel Rocca (Luis Luque), mano derecha del diputado Federico Ramos (Federico Olivera), padre de Laura e hijo de Rogelio-, quien descubrirá un mundo turbio a partir de las pesquisas. El caso se abrirá al entorno familiar y político del senador Ramos.

## Elenco
| Actor              | Personaje             | Temp. 1 | Temp. 2 |
| ------------------ | --------------------- | ------- | ------- |
| Darío Grandinetti  | Jorge Pelazas         |         |         |
| Juan Gil Navarro   | Daniel Johnson        |         |         |
| Gloria Carrá       | Ana Heller            |         |         |
| Federico D'Elía    | Javier Peralta        |         |         |
| Tomás Fonzi        | Teo                   |         |         |
| Delfina Chaves     | Laura Ramos           |         |         |
| Agustín Pardella   | Martín Melendez       |         |         |
| Soledad Villamil   | Brenda Larsen         |         |         |
| Luis Luque         | Manuel Rocca          |         |         |
| Federico Olivera   | Federico Ramos        |         |         |
| Norman Briski      | Pedro López           |         |         |
| Antonio Birabent   | Raúl Méndez           |         |         |
| Salo Pasik (†)     | Rogelio Ramos         |         |         |
| Micaela Vázquez    | Sabrina Gross         |         |         |
| Ana Celentano      | Clara Fonseca         |         |         |
| Carlos Portaluppi  | Junior                |         |         |
| Gustavo Garzón     | Dante Martelli        |         |         |
| Rafael Spregelburd | Sergio Domínguez      |         |         |
| Iván Espeche       | Gustavo Magliano      |         |         |
| Celina Font        | Diana Ramos           |         |         |
| Valeria de Luque   | Belén                 |         |         |
| Giselle Motta      | Laura (Recepcionista) |         |         |
| Gustavo Chantada   | Camarógrafo           |         |         |
| Leonardo Saggese   | Subcomisario Gómez    |         |         |
| Sergio Boris       | Iván Fernández        |         |         |
| Alejandro Paker    | Robertino             |         |         |
| Verónica Pelaccini | Lucía                 |         |         |
| Chucho Fernández   | Bruno Padua           |         |         |
| Rito Fernández     | Liebre                |         |         |

## Lista de capítulos

### Primera temporada
| N.º | Título del capítulo    | Fecha de estreno   |
| --- | ---------------------- | ------------------ |
| 1   | ¿Dónde está Laura?     | 4 de mayo de 2015  |
| 2   | En el bosque           | 11 de mayo de 2015 |
| 3   | Hacia el mar           | 18 de mayo de 2015 |
| 4   | La decisión de Pelazas | 25 de mayo de 2015 |

Nota: En la web de Contenidos Digitales Abiertos, la temporada se divide en 8 capítulos de media hora.

### Segunda temporada
| N.º | Título del capítulo           | Fecha de estreno    |
| --- | ----------------------------- | ------------------- |
| 1   | La vuelta de Laura Ramos      | 9 de mayo de 2016   |
| 2   | Un cuerpo en el bosque        | 16 de mayo de 2016  |
| 3   | Morite                        | 23 de mayo de 2016  |
| 4   | Vamos a estar mejor, vos y yo | 30 de mayo de 2016  |
| 5   | La trampa de Federico         | 6 de junio de 2016  |
| 6   | La fuga de Pelazas            | 13 de junio de 2016 |
| 7   | Pedro López                   | 20 de junio de 2016 |
| 8   | ¿Va a jugar?                  | 27 de junio de 2016 |

## Ficha técnica
- Escrita y Dirigida por: Juan Laplace
- Producida por: Rocío Scenna y Juan Laplace
- Productora Ejecutiva: Rocío Scenna
- Productor Asociado: Nacho Viale
- Productor Asociado: Diego Palacio
- Director de Fotografía: Max Ruggieri
- Asistente de Dirección: Diego Morel
- Jefe de Producción: Diego Rochman
- Directora de Arte: Natalia Byrne
- Vestuario: Soledad Cancela
- Director Segunda Unidad: Mario Pedernera
- Edición: Lautaro Colace, Natasha Valerga y Francisco Freixá.
- Música: Noroeste
- Sonido: Mariana Pertuso – Julián Garcia Reig
- Maquillaje: Eugenia Sangalli, Jorge Palacios.
- Casting: Gustavo Chantada